# Frank Ashmore
Frank Ashmore (El Paso, Texas, 17 de junio de 1945) es un actor norteamericano. Ha protagonizado numerosas películas, siendo destacado y especialmente recordado por su papel en la serie V, encarnando a Martin/Philip.

## Filmografía

### Cine
| Año  | Título                                      | Personaje         |                             |
| ---- | ------------------------------------------- | ----------------- | --------------------------- |
| 1974 | Black Eye                                   | Chess             | Acreditado como Frank Stell |
| 1976 | Gable and Lombard                           | Ragland           | Acreditado como Frank Stell |
| 1976 | The Astral Factor                           | Roger Sands       |                             |
| 1978 | Invisible Strangler                         | Roger Sands       |                             |
| 1979 | Parts: The Clonus Horror                    | George Walker     |                             |
| 1980 | Airplane!                                   | Victor Basta      |                             |
| 1982 | Airplane II: The Sequel                     | Controlador #3    |                             |
| 1986 | Monster in the Closet                       | Scoop             |                             |
| 2005 | The Work and the Glory II: American Zion    | Martin Harris     |                             |
| 2006 | The Work and the Glory III: A House Divided | Martin Harris     |                             |
| 2007 | Game of Life                                | Rick              |                             |
| 2009 | Stealing Home                               | Rudy              |                             |
| 2010 | Unveiled                                    | Pastor Tim Duncan |                             |
| 2011 | A Letter to Momo                            | Sachio Sadahama   | Voz (Versión en inglés)     |
| 2011 | The Shooter                                 | El Adicto         |                             |
| 2011 | Bee                                         | Ed                |                             |
| 2012 | Extracted                                   | Martino           |                             |
| 2012 | I Will Follow You Into the Dark             | Sr. Carter        |                             |
| 2012 | Bigfoot: The Lost Coast Tapes               | Carl Drybeck      |                             |
| 2012 | It's Not That Simple                        | Dr. Edwards       |                             |
| 2015 | 400 Days                                    | Garcia            |                             |
| 2015 | Margreet                                    | Padre Laurent     |                             |
| 2016 | 8989 Redstone                               | Greg Boonstra     |                             |
| 2017 | Heavenly Deposit                            | Tony              |                             |

### Televisión
| Año        | Título                       | Personaje                  | Notas |
| ---------- | ---------------------------- | -------------------------- | --- |
| 1972       | Alias Smith and Jones        | Guardia                    | Acreditado como Frank Stell. Episodio: "The Day the Amnesty Came Through" |
| 1972       | The Sixth Sense              | Interno                    | Acreditado como Frank Stell. Episodio: "The Eyes That Wouldn't Die" |
| 1973       | Banacek                      | Airline Clerk              | Episodio: "The Greatest Collection of Them All" |
| 1974       | The Streets of San Francisco | Francotirador              | Acreditado como Frank Stell. Episodio: "Crossfire" |
| 1974       | Happy Days                   | Johnny                     | Acreditado como Frank Stell. Episodio: "Wish Upon a Star" |
| 1975       | Petrocelli                   | Alec McCaslin              | Acreditado como Frank Stell. Episodio: "The Kidnapping" |
| 1975       | The ABC Afternoon Playbreak  | Mark Linden                | Acreditado como Frank Stell. Episodio: "The Girl Who Couldn't Lose" |
| 1978       | The Next Step Beyond         | Peter Holmby               | Episodio: "The Pact" |
| 1978       | The Bob Newhart Show         | Major Hartman, Phil Morgan | Episodio: "Group on a Hot Tin Roof" |
| 1978–80    | Barnaby Jones                | Ted Goff                   | Episodio: "Prime Target" (1978) |
| 1978–80    | Barnaby Jones                | Donald Forest              | Episodio: "The Killin' Cousin" (1980) |
| 1979       | Battlestar Galactica         | Sargento de vuelo Ortega   | Episodio: "Murder on the Rising Star" |
| 1979       | Trapper John, M.D.           | Bolen                      | Episodio: "Taxi in the Rain" |
| 1979, 1981 | CHiPs                        | Larry Fletcher, Lance      | 2 episodios: "Rally 'Round the Bank" (1979), "Mitchell & Woods" (1981) |
| 1980       | Laverne & Shirley            | Bob Gatenby                | Episodio: "The Dating Game" |
| 1981       | Days of Our Lives            | Brent Cavanaugh            | Episodios desconocidos |
| 1981       | General Hospital             | Corrigan                   | 3 episodios |
| 1983       | V                            | Martin                     | Miniserie |
| 1984       | The New Mike Hammer          | Alex                       | 2 episodios: "Hot Ice", "Karat Dead" |
| 1984       | V: The Final Battle          | Martin                     | Miniserie: Parte 1, Parte 2, Parte 3 |
| 1984–85    | V                            | Philip, Martin             | 7 episodios como Phillip: "The Attack", "The Return", "The Secret Underground", "War of Illusions", "The Littlest Dragon", "The Wildcats", "The Champion". 1 episodio como Martin: "The Liberation Day". |
| 1985       | T. J. Hooker                 | Carl David Beeman          | Episodio: "To Kill a Cop" |
| 1985       | Crazy Like a Fox             |                            | Episodio: "If the Shoe Fits" |
| 1986       | Shadow Chasers               | Miles                      | Episodio: "Blood and Magnolias" |
| 1987       | Hunter                       | Carl Brand                 | Episodio: "Night on Bald Mountain" |
| 1987       | L.A. Law                     | Bruce Wellman              | Episodio: "Brackman Vasektimized" |
| 1998       | Pensacola: Wings of Gold     | Sheriff                    | Episodio: "Solo Flight" |
| 1998       | The Practice                 | Sr. Mayfield               | 2 episodios: "State of Mind", "Swearing In" |
| 1999       | Touched by an Angel          | Mac                        | Episodio: "The Man Upstairs" |
| 2002       | The District                 | Sr. Stockwell              | Episodio: "The Second Man" |
| 2004       | The West Wing                | Congresista Chris Finn     | Episodio: "Full Disclosure" |
| 2006       | Criminal Minds               | Henry Davin                | Episodio: "The Perfect Storm" |
| 2008       | The Shield                   | Cy                         | Episodio: "Party Line" |
| 2010       | The Guild                    | Ollie, jefe de Cheesybeard | 6 episodios: "Festival of the Sea", "Pirate Paddy", "Weird Respawn", "Loot Envy", "Moving On" |
| 2012       | Rizzoli & Isles              | Ryan Finnegan              | Episodio: "Home Town Glory" |
| 2014       | Hawaii Five-0                | Jeff Harrison              | Episodio: "Ke Koho Mamau Aku" |
| 2017       | Room 104                     | Older Patrick              | Episodio: "I Know You Weren't Dead" |
| 2018       | Arrested Development         | Sr. F #1                   | 3 episodios: "Self-Deportation" "Emotional Baggage" "Rom-Traum" |

### Videojuegos
| Año  | Título                        | Personaje                      | Notas |
| ---- | ----------------------------- | ------------------------------ | ----- |
| 2010 | Mafia II                      | Leo Galante                    |       |
| 2012 | The Darkness II               | Jimmy the Grape, Dr. James     |       |
| 2013 | Dead Space 3                  | Austin Buckell                 |       |
| 2013 | The Bureau: XCOM Declassified | Dr. Hara                       |       |
| 2016 | Mafia III                     | Leo Galante, voces adicionales |       |